# Alto Malcantone
Alto Malcantone ist eine politische Gemeinde im Schweizer Kanton Tessin. Sie gehört zum Kreis Breno beziehungsweise zum Bezirk Lugano.

## Geographie
Die im oberen Malcantone liegende Gemeinde Alto Malcantone grenzt im Süden an Aranno, Bioggio, Cademario, Lema und Manno, im Osten an Bedano, Gravesano und Torricella-Taverne, im Norden an Gambarogno TI, Mezzovico-Vira und im Westen an Curiglia con Monteviasco (IT-VA).

## Geschichte

Alto Malcantone. Historisches Luftbild aus 1500 m von Walter Mittelholzer von 1919

Die Gemeinde entstand am 14. März 2005 durch die Vereinigung der damaligen Gemeinden Arosio, Breno, Fescoggia, Mugena und Vezio.

## Tourismus
Seit 1976 besteht die Associazione dei Comuni - Regione Malcantone (Gemeindeverband des Malcantone), die für die Förderung und Koordination der regionalen Entwicklungsinitiativen zuständig ist.

## Bevölkerung
| Bevölkerungsentwicklung | Bevölkerungsentwicklung | Bevölkerungsentwicklung | Bevölkerungsentwicklung |
| ----------------------- | ----------------------- | ----------------------- | ----------------------- |
| Jahr                    | 2010                    | 2020                    |                         |
| Einwohner               | 1316                    | 1380                    |                         |

## Sehenswürdigkeiten
Siehe unter Arosio TI, Breno TI, Fescoggia, Mugena und Vezio TI.